# The Handmaid's Tale (film)
The Handmaid's Tale is een Amerikaanse sciencefictionfilm uit 1990 onder regie van Volker Schlöndorff. Het script, geschreven door Harold Pinter is gebaseerd op de gelijknamige roman uit 1985 van Margaret Atwood, een Canadese feministische auteur.

## Verhaal
In de 21e eeuw staat de mens op uitsterven. Daarom worden de vruchtbare vrouwen verplicht opgeleid tot voortplantingsmachines. De moedige weduwe Kate bedenkt een plan. Ze krijgt steun uit onverwachte hoek.

## Rolverdeling
| Acteur             | Personage         |
| ------------------ | ----------------- |
| Natasha Richardson | Kate / Offred     |
| Faye Dunaway       | Serena Joy        |
| Aidan Quinn        | Nick              |
| Elizabeth McGovern | Moira             |
| Victoria Tennant   | Tante Lydia       |
| Robert Duvall      | Commandant        |
| Blanche Baker      | Ofglen            |
| Traci Lind         | Janine / Ofwarren |
| Zoey Wilson        | Tante Helena      |
| Kathryn Doby       | Tante Elizabeth   |
| Reiner Schöne      | Luke              |
| Lucia Hartpeng     | Cora              |
| Karma Ibsen Riley  | Sara              |
| Lucile McIntyre    | Rita              |
| Gary Bullock       | Agent in de bus   |